# 贡土尔县

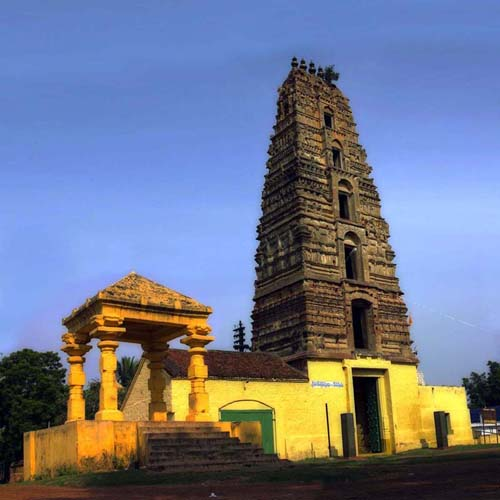

貢都爾縣是印度的一個縣，位於該國東南部，由安得拉邦負責管轄，面積11,391平方公里，每年平均降雨量881毫米，2011年人口4,889,230，人口密度每平方公里429人。